# Pallavolo Donoratico
La Pallavolo Donoratico è una società pallavolistica femminile di Donoratico, frazione di Castagneto Carducci, in provincia di Livorno.
Al momento milita nel campionato di Serie C capitanata da Emilia Magnani (C).

## Storia della società
Sorta nel 1981, concentrò dapprima la sua attenzione sulle giovanili, partecipando prevalentemente a campionati provinciali. Successivamente a una serie di cinque promozioni consecutive, tra il 1992 e il 1996, approdò per la prima volta in Serie B1, categoria nella quale ha militato per un decennio.
Ha in passato conseguito la sua prima promozione in Serie A2, categoria nella quale militerà per la stagione 2008-09.